# Les Maskoutains
A Regionalidade Municipal do Condado de Les Maskoutains está situada na região de Montérégie na província canadense de Quebec. Com uma área de mais de mil e trezentos quilómetros quadrados, tem, segundo o censo de 2005, uma população de cerca de oitenta mil pessoas sendo comandada pela cidade de Saint-Hyacinthe. Ela é composta por 17 municipalidades: 2 cidades, 11 municípios, 1 cantão, 2 freguesias e 1 aldeia.

## Municipalidades

### Cidade
- Saint-Hyacinthe
- Saint-Pie

### Municípios
- La Présentation
- Saint-Barnabé-Sud
- Saint-Bernard-de-Michaudville
- Saint-Damase
- Saint-Dominique
- Saint-Hugues
- Saint-Jude
- Saint-Liboire
- Saint-Louis
- Saint-Marcel-de-Richelieu
- Sainte-Hélène-de-Bagot

### Cantão
- Saint-Valérien-de-Milton

### Freguesias
- Sainte-Marie-Madeleine
- Saint-Simon

### Aldeia
- Sainte-Madeleine